# Crémant du Jura
Le crémant du Jura est un mousseux d'appellation d'origine contrôlée produit dans le vignoble du Jura, issu des cépages chardonnay B, poulsard B, pinot noir N, pinot gris G trousseau B et savagnin B.
Il est produit en blanc et en rosé, le blanc représentait approximativement 90 % de la production ces cinq dernières années.
C'est une des trois appellations contrôlées « produit » du vignoble du Jura, avec l'AOC macvin du Jura et l'AOC marc du Jura (cette dernière étant une eau-de-vie).

## Histoire
L'appellation « crémant du Jura » a été officiellement reconnue par le décret du 9 octobre 1995.
Le cahier des charges a fait l'objet de plusieurs modifications en septembre 2011, puis en octobre 2019.

## Situation géographique
Le crémant du Jura a une aire délimitée propre depuis 2009 (auparavant, c'était celle de l'appellation côtes-du-jura). 
Toutes les parcelles AOC du vignoble du Jura sont aptes à l'élaboration de cet effervescent local, soit les communes de récolte, auxquelles viennent s'ajouter Le Chateley, La Ferté, Hauteroche (pour le seul territoire de l’ancienne commune de Crançot) et Pont-du-Navoy.

## Vignoble
Selon les Douanes, la superficie revendiquée en 2023 sous l'appellation est de 428 hectares, dont 358 ha pour faire du blanc et 70 ha pour du rosé.

### Aire d'appellation
La production est autorisée sur les communes suivantes (toutes celles du vignoble du Jura) : Abergement-le-Grand, Abergement-le-Petit, Aiglepierre, Arbois, Arlay, Les Arsures, Augea, Aumont, Balanod, Baume-les-Messieurs, Beaufort-Orbagna, Bersaillin, Blois-sur-Seille, Brainans, Buvilly, Cesancey, La Chailleuse (uniquement pour la partie correspondant au territoire de l'ancienne commune de Saint-Laurent-la-Roche), Champagne-sur-Loue, La Chapelle-sur-Furieuse, Château-Chalon, Chevreaux, Chille, Chilly-le-Vignoble, Conliège, Courbouzon, Cousance, Cramans, Cuisia, Darbonnay, Digna, Domblans, L'Étoile, Frébuans, Frontenay, Gevingey, Gizia, Grange-de-Vaivre, Grozon, Ladoye-sur-Seille, Lavigny, Lons-le-Saunier, Le Louverot, Macornay, Mantry, Marnoz, Mathenay, Maynal, Menétru-le-Vignoble, Mesnay, Messia-sur-Sorne, Miéry, Moiron, Molamboz, Monay, Montagna-le-Reconduit, Montaigu, Montain, Montholier, Montigny-lès-Arsures, Montmorot, Mouchard, Nevy-sur-Seille, Pagnoz, Pannessières, Passenans, Perrigny, Le Pin, Plainoiseau, Les Planches-près-Arbois, Poligny, Port-Lesney, Pretin, Pupillin, Quintigny, Revigny, Rotalier, Ruffey-sur-Seille, Saint-Amour, Saint-Cyr-Montmalin, Saint-Didier, Saint-Lamain, Saint-Lothain, Sainte-Agnès, Salins-les-Bains, Sellières, Toulouse-le-Château, Tourmont, Trenal (uniquement pour la partie correspondant au territoire de l'ancienne commune de Trenal), Les Trois-Châteaux, Vadans, Val-Sonnette (uniquement pour la partie correspondant aux territoires des anciennes communes de Grusse, Vercia et Vincelles), Vaux-sur-Poligny, Vernantois, Le Vernois, Villeneuve-sous-Pymont, Villette-lès-Arbois et Voiteur.

### Encépagement
Le crémant du Jura peut être produit avec les cépages suivants : le chardonnay B, le savagnin B, le pinot gris G, le pinot noir N, le poulsard N (appelé localement ploussard) et le trousseau N.
Pour les vins blancs, le volume issu des cépages chardonnay B, pinot noir N et trousseau N doit être supérieur ou égal à 70 % de la cuvée.  Pour les vins rosés, le volume issu des cépages noirs ou gris doit être supérieur ou égal à 50 % de la cuvée. 
En pratique, le blanc est élaboré principalement à base de chardonnay, et le rosé à partir de pinot noir. 

### Rendements
Le rendement maximum autorisé par le cahier des charges est de 74 à 78 hectolitres (en fonction de l'écartement entre les rangs) ; le rendement butoir est de 80 à 90 hl/ha. La production déclarée en 2023 a été d'un total de 29 315 hectolitres (un hectolitre = 100 litres = 133 bouteilles de 75 cl), dont 26 196 hl de blanc et 3 119 hl de rosé. Le rendement déclaré en 2023 a été en moyenne de 73 hl/ha en blanc et de 44 hl/ha en rosé.
Les données des années récentes, telles que publiées par la Douane, sont les suivantes :
- pour le blanc :

| Année | Superficie (ha) | Production (hl) | Rendement (hl/ha) |
| ----- | --------------- | --------------- | ----------------- |
| 2020  | 457             | 21 159          | 46                |
| 2021  | 199             | 2 158           | 11                |
| 2022  | 316             | 17 841          | 57                |
| 2023  | 358             | 26 196          | 73                |
| 2024  | 240             | 4 429           | 18                |

- pour le rosé :

| Année | Superficie (ha) | Production (hl) | Rendement (hl/ha) |
| ----- | --------------- | --------------- | ----------------- |
| 2020  | 33              | 1 685           | 51                |
| 2021  | 29              | 535             | 19                |
| 2022  | 48              | 2 389           | 50                |
| 2023  | 70              | 3 119           | 44                |
| 2024  | 23              | 722             | 32                |

## Vins

### Vinification
La vinification des crémants relève d’un processus complexe qui suit les règles de la méthode traditionnelle (celle du champagne). Après la fermentation traditionnelle en cuve (ou en tonneau), elle consiste à effectuer une seconde fermentation. Pour ce faire, les vignerons rajoutent au vin blanc tranquille (de base) du sucre et des levures. Cette fermentation, qui s’effectue en bouteille, produit du dioxyde de carbone. Celui-ci, emprisonné, rend le vin mousseux (d’où le nom de l’étape : « prise de mousse »). Parallèlement, le sucre disparaît pour former l’alcool. Après une période de vieillissement sur lattes actuellement fixé à neuf mois (il est prévu de passer à douze mois), les bouteilles sont tournées sur leur pointe afin que le dépôt se dépose dans le col en attendant l'heure du dégorgement. Le dépôt est alors évacué par refroidissement avant de poser le bouchon et le muselet.
Les vins de base destinés à l’élaboration des vins rosés peuvent être issus d’une macération ou d’une saignée. 

### Gastronomie
Le crémant du Jura doit être servi dans des flûtes entre 5 et 7 °C. Il constitue un apéritif pour les cocktails, les réceptions, les fêtes ou tout au long d'un repas. Il accompagne les plats aux fruits de mer, ou le fromage.